# UNCRO
L'operazione di restaurazione fiduciaria delle Nazioni Unite (UNCRO dall'inglese United Nations Confidence Restoration Operation) è una missione di pace delle Nazioni Unitehe ha rimpiazzato l'UNPROFOR in Croazia.
L'UNCRO venne dislocato in Croazia insieme all'UNTAES e all'UNMOP, il compito dell'UNCRO era quello di controllare le frontiere croate.

## Mandato
Il mandato prevedeva:
- l'invio di 6,851 militari, 194 osservatori, 294 agenti di polizia
- monitorare e facilitare l'accordo per il cessate-il-fuoco del 29 marzo 1994;
- facilitare la realizzazione dell'accordo economico firmato il 2 dicembre 1994;
- facilitare la realizzazione delle risoluzioni del Consiglio di Sicurezza delle Nazioni Unite;
- controllare il traffico d'armi al confine tra Croazia, Serbia e Bosnia ed Erzegovina.
- facilitare e aiutare l'assistenza umanitaria alle popolazioni croate e bosniache;

La missione è terminata il 15 gennaio 1996 con gli accordi firmati tra la Croazia e i paesi confinanti.